# 天主教呂松教區
天主教呂松教區（拉丁語：Dioecesis Lucionensis）是法國一個羅馬天主教教區，屬雷恩總教區。
教區的前身是7世紀成立的修道院，1317年8月13日正式成立教區。1801年按1801年教務專約被撤銷，1822年10月6日恢復。
教區位於旺代省，2004年有教友505,000人（佔轄區總人口93.6%）、五十九個堂區、435名司鐸。現任教區主教為阿倫·卡斯泰。歷任主教最有名的是曾任法國首相的黎希留樞機，他在1606至1624年間在任。